# Sillingkopf
Der Sillingkopf (auch der Silling) ist ein 2858 m ü. A. hoher Berggipfel im Tauernhauptkamm (Glockenkogelkamm) der Granatspitzgruppe im Norden Osttirols (Gemeinde Matrei in Osttirol). Die erste bekannte Ersteigung erfolgte am 19. Juli 1926 durch Wilhelm Brandenstein im Zuge einer Gesamtüberschreitung des Glockenkogelkamms.

## Lage
Der Sillingkopf ist ein Gipfel im nördlichen Zentralbereich der Granatspitzgruppe. Sie befindet sich am Tauernhauptkamm etwas südlich der Landesgrenze zu Salzburg. Sie ist vom Glockenkogel (2828 m ü. A.) im Südwesten durch die Glockenkogelscharte (2720 m ü. A.) und von der Amertaler Höhe (2841 m ü. A.) durch den Firnsattel der Sillingscharte (2784 m ü. A.) getrennt. Der Sillingkopf erhebt sich ebenso wie die benachbarte Amertaler Höhe über dem Daberkees.

## Aufstiegsmöglichkeiten
Der Normalweg auf den Sillingkopf verläuft über den Nordanstieg aus der Sillingscharte. Hierzu muss zunächst das Donaubaumschartl (2732 m ü. A.) talseitig vom Matreier Tauernhaus (Tauerntal) bzw. Gasthaus Taimeralm (Amertal) oder von der Sankt Pöltner Hütte im Nordwesten bzw. der Rudolfshütte im Osten begangen werden. Vom Donaubaumschartl quert man den Daberkees zur nahen Sillingscharte, von der aus Schlussanstieg zum Gipfel erfolgt (UIAA I). Mit dem Südwestgrat besteht eine weitere Anstiegsmöglichkeit, die von W. Brandenstein bei seiner Gratüberschreitung für den Abstieg vom Sillingkopf erstmals begangen wurde. Der Anstieg über den Südwestgrat nimmt seinen Ausgang in der Glockenkogelscharte (UIAA II).